# Cryosophila williamsii
Cryosophila williamsii, também conhecida como Palmeira Lago Yojoa ou Palmeira de raiz-coluna é uma espécie de planta com flor da família Arecaceae.
Ela é encontrada apenas nas Honduras.
Ela encontra-se ameaçada por perda de habitat.